# The World (arcipelago)

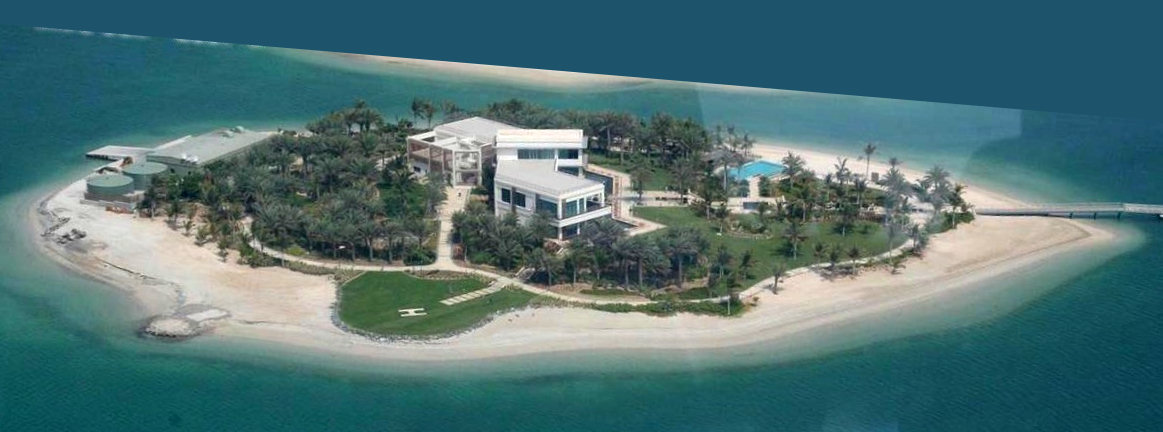
Una delle tante isole dell'arcipelago.

The World (in arabo جزر العالم‎?, Juzur al-Ālam, in italiano Il mondo) è un arcipelago artificiale situato a 4 km dalla costa di Dubai e composto da 300 isole disposte in modo tale che, viste dallo spazio, formino l'intero planisfero terrestre. È situato tra Palma Jumeirah e Palma Deira e sono isole artificiali che, insieme a Palma Jebel Ali, formano Palm Islands.

## Descrizione
Progetto concepito dallo sceicco Mohammed bin Rashid Al Maktoum, nel settembre 2003, le isole del progetto hanno un'estensione che varia dai 14 000 ai 42 000 metri quadrati, mentre le distanze fra le stesse hanno una media di 100 metri; esse sono costituite da 321 milioni di metri cubi di sabbia e 386 milioni di roccia. Progettato dallo studio Creative Kingdom Dubai, il piano di sviluppo copre un'area di 9 chilometri in lunghezza e 6 in larghezza ed è circondato da un'isola frangiflutti di forma ovale; in questo modo, sono stati realizzati circa 232 km di nuova costa. Il costo totale del progetto è stato stimato in circa 845 milioni di euro (3 760 512 120,63 AED) al 2005.

## Storia
Il progetto viene mostrato per la prima volta nel 2003 da Sheikh Mohammed.
La movimentazione della sabbia termina dopo quasi cinque anni, il 10 gennaio 2008.
Per poter realizzare questo progetto, sono stati impiegati 300 uomini e 34 milioni di tonnellate di pietre posate su 320 milioni di m³ di sabbia dragata del mare per un costo totale dell'opera stimato in 14 miliardi di dollari.
- Nel gennaio 2008 il 60% delle isole era già stato venduto per una cifra che varia, a seconda della dimensione, dai 6,2 ai 36,7 milioni di dollari.
- Nel settembre 2009 viene bloccato a causa della crisi finanziaria mondiale del 2008.
- Nel gennaio 2012 ancora nessuna residenza era stata costruita (se non la casa "vetrina"). Ci sono diversi rapporti che sostengono che le isole comincino ad affondare[2].
- Il 6 maggio 2013: Nakheel annuncia che è stato raggiunto un accordo extragiudiziale tra la stessa e lo sviluppatore Kleindienst Group, consentendo la ripresa della costruzione "The Heart of Europe"[3]
- Il 7 dicembre 2016: Il progetto "Heart of Europe" compie importanti progressi quando la società con sede a Dubai "JK Bauen", parte del gruppo Kleindienst, ha incaricato le società cinesi "Wuchang Ship Building Industry Group" e "Sino Great Wall International Engineering" di formare una joint venture per sviluppare strutture sulle sei isole .[4]
- Viene citato nello spettacolo di Teresa Mannino Sento la Terra girare rappresentato dal 2018 al 2021.
- Il 18 giugno 2024 il tribunale di Napoli chiede il sequestro dell'isola "Taiwan" acquistata nel 2008 dal camorrista Raffaele Imperiale per 30 milioni di euro[5]